# ABT (Analytical Base Table)
ABT (Analytical Base Table) je denormalizirana podatkovna tabela, ki se uporablja pri izgradnji analitičnih modelov.
Posamezen zapis v tej tabeli predstavlja obravnavani subjekt (npr. stranko) ter vsebuje vse podatke (spremenljivke), ki subjekt predstavljajo in opisujejo. V osnovi obstajata dve kategoriji podatkov: kdo je subjekt (značilnosti subjekta glede na organizacijo, tj. socialno-demografsko- geografski podatki, posebni dogodki, itd.) in preteklo obnašanje subjekta (vedenjske značilnosti subjekta, npr. uporaba izdelkov in storitev, plačilne navade, vedenjski vzorci, itd.).
Namen razvoja ABT tabele je lahko bolj splošen in se kot tak uporablja za reševanje splošnih poslovnih problemov, precej pogosteje pa se razvije in uporablja za reševanje zelo specifičnih poslovnih problemov.